# Клајн Вилен
Клајн Вилен (њем. Klein Vielen) општина је у њемачкој савезној држави Мекленбург-Западна Померанија. Једно је од 53 општинска средишта округа Мекленбург-Штрелиц. Према процјени из 2010. у општини је живјело 755 становника. Посједује регионалну шифру (AGS) 13055035.

## Географски и демографски подаци
Клајн Вилен се налази у савезној држави Мекленбург-Западна Померанија у округу Мекленбург-Штрелиц. Општина се налази на надморској висини од 100 метара. Површина општине износи 45,4 km². У самом мјесту је, према процјени из 2010. године, живјело 755 становника. Просјечна густина становништва износи 17 становника/km².